# Альвред Фіннбогасон
Заголовок цієї статті — це ісландське ім'я, де Альвред — особове ім'я, а Фіннбогасон — ім'я по батькові. 
Альвред Фіннбогасон (ісл. Alfreð Finnbogason, нар. 1 лютого 1989, Гріндавік) — ісландський футболіст, нападник клубу «Ейпен» і національної збірної Ісландії.

## Клубна кар'єра
Народився 1 лютого 1989 року в місті Гріндавік.
У дорослому футболі дебютував 2008 року виступами за команду клубу «Брейдаблік», в якій провів два сезони, взявши участь у 45 матчах чемпіонату. 

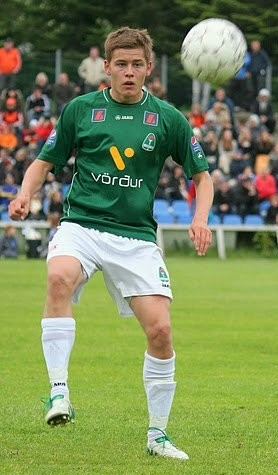
Альвред Фіннбогасон під час виступів за «Брейдаблік».

Згодом з 2010 по 2012 рік грав у Бельгії за «Локерен» та у Швеції за «Гельсінгборг».
Своєю грою за останню команду привернув увагу представників тренерського штабу нідерландського клубу «Геренвен», до складу якого приєднався 2012 року. Відіграв за команду з Геренвена наступні два сезони своєї ігрової кар'єри. Більшість часу, проведеного у складі «Геренвена», був основним гравцем атакувальної ланки команди. У складі «Геренвена» був одним з головних бомбардирів команди, маючи середню результативність на рівні 0,82 гола за гру першості.
Протягом 2014—2015 років грав в Іспанії, захищав кольори команди клубу «Реал Сосьєдад».
До складу клубу «Олімпіакос» приєднався на умовах оренди 2015 року. Відіграв за клуб з Пірея 7 матчів в національному чемпіонаті, після чого у лютому 2016 року також на умовах оренди став гравцем німецького «Аугсбурга». Влітку того ж 2016 року німецький клуб викупив трансфер ісландця, який встиг на той час стати одним з основних бомбардирів команди.
1 вересня 2022 року Фіннбогасон підписав однорічний контракт із клубом данської Суперліги «Люнгбю» і дебютував там через три дні, вийшовши з лави запасних на 64-й хвилині замість Точі Чуквуані в домашньому матчі проти «Раннерса» (2:0). Загалом зіграв за команду 17 ігор чемпіонату і забив 5 голів.
18 серпня 2023 року Фіннбогасон перейшов до бельгійського клубу «Ейпен», уклавши угоду до червня 2025 року. Він дебютував за клуб 20 серпня, вийшовши в основі у виїзному поєдинку проти «Кортрейка» (3:1). 17 вересня він забив свій перший гол за новий клуб, відзначившись на 80-й хвилині домашньої грі зі «Стандардом» (1:3).

## Виступи за збірні
Протягом 2009–2011 років залучався до складу молодіжної збірної Ісландії. На молодіжному рівні зіграв у 11 офіційних матчах, забив 5 голів.
21 березня 2010 року дебютував в офіційних іграх у складі національної збірної Ісландії в товариському матчі зі збірною Фарерських островів. 17 листопада 2010 року в товариському матчі з Ізраїлем нападник забив перший гол за збірну.
Альвред Фіннбогасон у складі збірної брав участь у чемпіонаті Європи 2016 року та чемпіонаті світу 2018 року, і на другому з цих турнірів 16 червня 2018 року забив історичний перший гол збірної Ісландії на чемпіонатах світу, відзначившись у воротах Аргентини.
Наразі провів у формі головної команди країни 73 матчі, забивши 18 голів.
| Дата       | Місто      | Господарі  | Результат | Гості             | Турнір            | Голи | Примітки |
| ---------- | ---------- | ---------- | --------- | ----------------- | ----------------- | ---- | -------- |
| 21-3-2010  | Коупавоґур | Ісландія   | 2 – 0     | Фарерські острови | товариський матч  | -    |          |
| 17-11-2010 | Тель-Авів  | Ізраїль    | 3 – 2     | Ісландія          | товариський матч  | 1    |          |
| 10-8-2011  | Будапешт   | Угорщина   | 4 – 0     | Ісландія          | товариський матч  | -    |          |
| 26-6-2011  | Строволос  | Кіпр       | 0 – 0     | Ісландія          | Відбір до ЧЄ 2012 | -    |          |
| 4-6-2011   | Рейк'явік  | Ісландія   | 0 – 2     | Данія             | Відбір до ЧЄ 2012 | -    |          |
| 6-9-2011   | Рейк'явік  | Ісландія   | 1 – 0     | Кіпр              | Відбір до ЧЄ 2012 | -    |          |
| 29-2-2012  | Подгориця  | Чорногорія | 2 – 1     | Ісландія          | товариський матч  | 1    |          |
| 30-5-2012  | Гетеборг   | Швеція     | 3 – 2     | Ісландія          | товариський матч  | -    |          |
| 7-9-2012   | Рейк'явік  | Ісландія   | 2 – 0     | Норвегія          | Відбір до ЧС 2014 | 1    |          |
| 11-9-2012  | Ларнака    | Кіпр       | 1 – 0     | Ісландія          | Відбір до ЧС 2014 | -    |          |
| 12-10-2012 | Тирана     | Албанія    | 1 – 2     | Ісландія          | Відбір до ЧС 2014 | -    |          |
| 7-9-2012   | Рейк'явік  | Ісландія   | 0 – 2     | Швейцарія         | Відбір до ЧС 2014 | -    |          |
| Усього     |            | Матчів     | 12        |                   | Голів             | 3    |          |

## Титули і досягнення
- Чемпіон Ісландії (1):

«Брєйдаблік»: 2010
- Володар Кубка Ісландії (1):

«Брєйдаблік»: 2009